# Records de Suisse d'athlétisme
Les records de Suisse d'athlétisme sont les meilleures performances réalisées par des athlètes suisses et homologuées par la Fédération suisse d'athlétisme.

## Plein air

### Hommes
| Épreuve              | Record | Athlète                                                                             | Date                              | Compétition                                                    | Lieu              | Référence |
| -------------------- | --- | ----------------------------------------------------------------------------------- | --------------------------------- | -------------------------------------------------------------- | ----------------- | --------- |
| 100 m                | 10 s 08 (+0,1 m/s) | Alex Wilson                                                                         | 30 juin 2019                      | Résisprint                                                     | La Chaux-de-Fonds | [ 1 ]     |
| 200 m                | 19 s 98 (+1,5 m/s) | Alex Wilson                                                                         | 30 juin 2019                      | Résisprint                                                     | La Chaux-de-Fonds | [ 2 ]     |
| 400 m                | 44 s 99 | Mathias Rusterholz                                                                  | 3 juillet 1996                    | Athletissima                                                   | Lausanne          |           |
| 800 m                | 1 min 42 s 55 | André Bucher                                                                        | 17 août 2001                      | Weltklasse Zurich                                              | Zurich            | [ 3 ]     |
| 1 000 m              | 2 min 15 s 63 | André Bucher                                                                        | 24 mai 2001                       |                                                                | Langenthal        | [ 4 ]     |
| 1 500 m              | 3 min 31 s 75 | Pierre Délèze                                                                       | 21 août 1985                      | Weltklasse Zurich                                              | Zurich            |           |
| Mile                 | 3 min 50 s 38 | Pierre Délèze                                                                       | 25 août 1982                      | Meeting Rot-Weiss                                              | Coblence          |           |
| 2 000 m              | 4 min 54 s 46 | Pierre Délèze                                                                       | 15 septembre 1987                 | Athletissima                                                   | Lausanne          |           |
| 3 000 m              | 7 min 27 s 68 | Dominic Lobalu                                                                      | 20 juillet 2024                   | London Athletics Meet                                          | Londres           | [ 5 ]     |
| 5 000 m              | 12 min 50 s 87 | Dominic Lobalu                                                                      | 12 juin 2025                      | Bislett Games                                                  | Oslo              | [ 6 ]     |
| 10 000 m             | 27 min 17 s 29 | Julien Wanders                                                                      | 17 juillet 2019                   | FBK Games                                                      | Hengelo           | [ 7 ]     |
| 5 km (route)         | 13 min 29 s | Julien Wanders                                                                      | 17 février 2019                   | 5km Herculis                                                   | Monaco            | [ 8 ]     |
| 10 km (route)        | 26 min 54 s | Dominic Lobalu                                                                      | 12 janvier 2025                   | 10k Valencia Ibercaja                                          | Valence           | [ 9 ]     |
| 15 km (route)        | 43 min 4 s | Markus Ryffel                                                                       | 13 février 1988                   |                                                                | Tampa             |           |
| 20 000 m             | 59 min 14 s 02 | Stéphane Schweickhardt (de)                                                         | 15 avril 1998                     |                                                                | Martigny          |           |
| 20 km (route)        | 57 min 43 s | Tadesse Abraham                                                                     | 15 février 2015                   |                                                                | Barcelone         |           |
| Semi-marathon        | 59 min 13 s (RE) | Julien Wanders                                                                      | 8 février 2019                    | Semi-marathon de Ras el Khaïmah                                | Ras el Khaïmah    | [ 10 ]    |
| Heure                | 20 264 m | Stéphane Schweickhardt (de)                                                         | 15 avril 1998                     |                                                                | Martigny          |           |
| 25 000 m             | 1 h 18 min 54 s 8 | Stéphane Schweickhardt (de)                                                         | 7 septembre 1988                  |                                                                | Sion              |           |
| 25 km (route)        | 1 h 14 min 32 s | Tadesse Abraham                                                                     | 20 mars 2016                      | Marathon de Séoul                                              | Séoul             |           |
| 30 000 m             | 1 h 35 min 40 s 8 | Albrecht Moser                                                                      | 24 avril 1976                     |                                                                | Genève            | [ 11 ]    |
| 30 km (route)        | 1 h 29 min 33 s | Tadesse Abraham                                                                     | 20 mars 2016                      | Marathon de Séoul                                              | Séoul             |           |
| Marathon             | 2 h 4 min 40 s | Tadesse Abraham                                                                     | 1er décembre 2024                 | Marathon de Valence                                            | Valence           | [ 12 ]    |
| 100 km               | 6 h 27 min 24 s | Peter Rupp                                                                          | 3 novembre 1985                   |                                                                | Genève            |           |
| 110 m haies          | 13 s 07 (+0,7 m/s) 13 s 07 (+0,1 m/s) | Jason Joseph                                                                        | 10 septembre 2023 15 juillet 2025 | Grossen Meetings für die Kleinen Spitzen Leichtathletik Luzern | Bâle Lucerne      | ,         |
| 400 m haies          | 48 s 13 | Marcel Schelbert                                                                    | 28 août 1999                      | Championnats du monde                                          | Séville           |           |
| 3 000 m steeple      | 8 min 22 s 24 | Christian Belz                                                                      | 4 juin 2001                       | Fanny Blankers-Koen Games                                      | Hengelo           | [ 15 ]    |
| Saut en hauteur      | 2,33 m | Loïc Gasch                                                                          | 8 mai 2021                        |                                                                | Lausanne          | [ 16 ]    |
| Saut à la perche     | 5,82 m | Valentin Imsand (de)                                                                | 11 juin 1983                      | Perche aux étoiles                                             | Sion              | [ 17 ]    |
| Saut en longueur     | 8,45 m (+0,2 m/s) | Simon Ehammer                                                                       | 28 mai 2022                       | Hypo-Meeting                                                   | Götzis            | [ 18 ]    |
| Triple saut          | 17,13 m (+0,8 m/s) | Alexander Martínez                                                                  | 10 août 2006                      | Championnats d'Europe                                          | Göteborg          | [ 19 ]    |
| Triple saut          | 17,13 m A (+1,9 m/s) | Alexander Martínez                                                                  | 12 août 2007                      | Résisprint                                                     | La Chaux-de-Fonds | [ 20 ]    |
| Lancer du poids      | 22,75 m | Werner Günthör                                                                      | 23 août 1988                      |                                                                | Berne             |           |
| Lancer du disque     | 64,04 m | Christian Erb                                                                       | 18 septembre 1988                 |                                                                | Norden            |           |
| Lancer du marteau    | 80,51 m | Patric Suter                                                                        | 17 septembre 2003                 |                                                                | Löffingen         |           |
| Lancer du javelot    | 82,07 m | Stefan Müller                                                                       | 16 septembre 2006                 | Championnats de Suisse interclubs                              | Berne             |           |
| Décathlon            | 8 575 pts | Simon Ehammer                                                                       | 1er juin 2025                     | Hypo-Meeting                                                   | Götzis            | [ 21 ]    |
| Décathlon            | 10 s 57 (-1,0 m/s) (100 m), 8,34 m (+1,7 m/s) (longueur), 13,60 m (poids), 2,06 m (hauteur), 47 s 18 (400 m) / 13 s 57 (+0,5 m/s) (110 m haies), 41,02 m (disque), 5,10 m (perche), 55,30 m (javelot), 4 min 47 s 96 (1 500 m) |                                                                                     |                                   |                                                                |                   |           |
| 20 km marche (route) | 1 h 25 min 20 s | Alejandro Florez                                                                    | 13 avril 2013                     |                                                                | Poděbrady         | [ 22 ]    |
| 50 km marche (route) | 3 h 59 min 20 s | Pascal Charrière                                                                    | 14 avril 1996                     |                                                                | Fribourg          |           |
| 4 × 100 m            | 38 s 36 | Équipe nationale Pascal Mancini Bradley Lestrade Felix Svensson William Reais       | 21 août 2022                      | Championnats d'Europe                                          | Munich            | [ 23 ]    |
| 4 × 200 m            | 1 min 24 s 37 | Équipe nationale Steven Gugerli Pascal Mancini Reto Schenkel Suganthan Somasundaram | 3 mai 2015                        | Relais mondiaux                                                | Nassau            | [ 24 ]    |
| 4 × 400 m            | 3 min 2 s 46 | Équipe nationale Laurent Clerc Mathias Rusterholz Alain Rohr Marcel Schelbert       | 28 août 1999                      | Championnats du monde                                          | Séville           |           |

### Femmes
| Épreuve                 | Record | Athlète                                                                         | Date              | Compétition                   | Lieu                 | Réf.   |
| ----------------------- | --- | ------------------------------------------------------------------------------- | ----------------- | ----------------------------- | -------------------- | ------ |
| 100 m                   | 10 s 89 (+0,6 m/s) | Mujinga Kambundji                                                               | 24 juin 2022      | Championnats de Suisse        | Zurich               | [ 25 ] |
| 200 m                   | 22 s 05 (+ 2,0 m/s) | Mujinga Kambundji                                                               | 19 juillet 2022   | Championnats du monde         | Eugene               | [ 26 ] |
| 300 m                   | 35 s 70 | Lea Sprunger                                                                    | 25 mai 2017       |                               | Langenthal           |        |
| 400 m                   | 50 s 52 | Lea Sprunger                                                                    | 1er juillet 2018  | Résisprint                    | La Chaux-de-Fonds    |        |
| 800 m                   | 1 min 57 s 25 | Audrey Werro                                                                    | 30 mai 2025       | Mémorial Irena Szewińska      | Bydgoszcz            | [ 27 ] |
| 1 000 m                 | 2 min 31 s 51 | Sandra Gasser                                                                   | 13 septembre 1989 |                               | Jerez de la Frontera |        |
| 1 500 m                 | 3 min 58 s 20 | Anita Weyermann                                                                 | 8 août 1998       | Meeting Herculis              | Monaco               |        |
| Mile                    | 4 min 23 s 92 | Anita Weyermann                                                                 | 1er juillet 1998  |                               | Bellinzone           |        |
| 2 000 m                 | 5 min 35 s 59 | Cornelia Bürki                                                                  | 11 juillet 1986   |                               | Londres              |        |
| 3 000 m                 | 8 min 35 s 83 | Anita Weyermann                                                                 | 7 juillet 1999    | Golden Gala                   | Rome                 |        |
| 5 000 m                 | 14 min 59 s 28 | Anita Weyermann                                                                 | 5 juin 1996       | Golden Gala                   | Rome                 |        |
| 10 000 m                | 31 min 35 s 96 | Daria Nauer                                                                     | 13 août 1994      | Championnats d'Europe         | Helsinki             |        |
| 5 km (route)            | 15 min 34 s | Chiara Scherrer                                                                 | 7 mai 2022        | 20 km de Lausanne             | Lausanne             | [ 28 ] |
| 10 km (route)           | 32 min 1 s | Fabienne Schlumpf                                                               | 14 octobre 2018   | Grand 10 Berlin               | Berlin               | [ 29 ] |
| 15 km (route)           | 49 min 50 s | Fabienne Schlumpf                                                               | 12 mars 2017      | Semi-marathon de La Haye      | La Haye              | [ 30 ] |
| 20 km (route)           | 1 h 6 min 40 s | Fabienne Schlumpf                                                               | 12 mars 2017      | Semi-marathon de La Haye      | La Haye              | [ 30 ] |
| Semi-marathon           | 1 h 8 min 27 s | Fabienne Schlumpf                                                               | 21 mars 2021      | Semi-marathon de Dresde       | Dresde               | [ 31 ] |
| 25 km (route)           | 1 h 26 min 51 s | Maja Neuenschwander                                                             | 28 février 2016   |                               | Tokyo                | [ 32 ] |
| Marathon                | 2 h 24 min 30 s | Fabienne Schlumpf                                                               | 3 décembre 2023   | Marathon de Valence           | Valence              | [ 33 ] |
| 100 km                  | 7 h 51 min 34 s | Sonja Knöpfli                                                                   | 10 juin 2006      |                               | Bienne               |        |
| 100 m haies             | 12 s 40 (+0,8 m/s) | Ditaji Kambundji                                                                | 8 juin 2024       | Championnats d'Europe         | Rome                 | [ 34 ] |
| 400 m haies             | 54 s 06 | Lea Sprunger                                                                    | 4 octobre 2019    | Championnats du monde         | Doha                 | [ 35 ] |
| 3 000 m steeple         | 9 min 20 s 28 | Chiara Scherrer                                                                 | 18 juin 2022      | Meeting de Paris              | Paris                | [ 36 ] |
| Saut en hauteur         | 1,97 m | Salome Lang                                                                     | 27 juin 2021      | Championnats de Suisse        | Langenthal           | [ 37 ] |
| Saut à la perche        | 4,88 m | Angelica Moser                                                                  | 12 juillet 2024   | Meeting Herculis              | Monaco               | [ 38 ] |
| Saut en longueur        | 6,84 m (+1,0 m/s) | Irene Pusterla                                                                  | 20 août 2011      | Gran Premio Mendrisiotto      | Chiasso              | [ 39 ] |
| Saut en longueur        | 6,84 m (-0,3 m/s) | Annik Kälin                                                                     | 8 juin 2024       | Championnats d'Europe         | Rome                 | [ 40 ] |
| Triple saut             | 13,49 m | Fatim Affessi                                                                   | 1er juillet 2018  | Résisprint                    | La Chaux-de-Fonds    |        |
| Lancer du poids         | 18,02 m | Ursula Stäheli                                                                  | 14 août 1988      | Championnats de Suisse        | Zoug                 | [ 41 ] |
| Lancer du disque        | 60,60 m | Rita Pfister                                                                    | 6 juin 1976       |                               | Dortmund             |        |
| Lancer du marteau       | 67,42 m | Nicole Zihlmann                                                                 | 9 juillet 2018    | Spitzen Leichtathletik Luzern | Lucerne              | [ 42 ] |
| Lancer du javelot       | 58,31 m | Géraldine Ruckstuhl                                                             | 28 mai 2017       | Hypo-Meeting                  | Götzis               | [ 43 ] |
| Heptathlon              | 6 639 points | Annik Kälin                                                                     | 9 août 2024       | Jeux olympiques               | Saint-Denis          | [ 44 ] |
| Heptathlon              | 12 s 87 (-0,1 m/s) (100 m haies), 1,74 m (hauteur), 14,02 m (poids), 23 s 88 (-0,5 m/s) (200 m) / 6,59 m (+1,5 m/s) (longueur), 48,14 m (javelot), 2 min 11 s 33 (800 m) |                                                                                 |                   |                               |                      |        |
| 10 000 m marche (piste) | 45 min 28 s 53 | Laura Polli                                                                     | 25 juillet 2015   |                               | Tesserete            | [ 45 ] |
| 20 km marche (route)    | 1 h 32 min 36 s | Marie Polli                                                                     | 8 mars 2009       | Mémorial Mario Albisetti      | Lugano               | [ 46 ] |
| 4 × 100 m               | 42 s 05 | Équipe nationale Riccarda Dietsche Ajla Del Ponte Mujinga Kambundji Salomé Kora | 5 août 2021       | Jeux olympiques               | Tokyo                | [ 47 ] |
| 4 × 200 m               | 1 min 31 s 75 | Équipe nationale Mujinga Kambundji Lea Sprunger Joëlle Golay Fanette Humair     | 25 mai 2014       | Relais mondiaux               | Nassau               | [ 48 ] |
| 4 × 400 m               | 3 min 25 s 90 | Équipe nationale Lea Sprunger Silke Lemmens Rachel Pellaud Yasmin Giger         | 5 août 2021       | Jeux olympiques               | Tokyo                | [ 49 ] |

## Salle

### Hommes
| Discipline       | Record | Athlète                                                      | Date             | Compétition                                 | Lieu         | Réf.   |
| ---------------- | --- | ------------------------------------------------------------ | ---------------- | ------------------------------------------- | ------------ | ------ |
| 50 m             | 5 s 63 | Pascal Mancini                                               | 21 janvier 2023  | Championnats romands en salle               | Aigle        | [ 50 ] |
| 60 m             | 6 s 58 | Pascal Mancini                                               | 18 février 2023  | Championnats de Suisse en salle             | Saint-Gall   | [ 51 ] |
| 200 m            | 20 s 92 | Felix Svensson                                               | 21 janvier 2024  | CMCM Indoor Meeting                         | Luxembourg   | [ 52 ] |
| 400 m            | 45 s 92 | Alain Rohr                                                   | 13 février 2000  | Championnats de Suisse en salle             | Macolin      | [ 53 ] |
| 800 m            | 1 min 44 s 93 | André Bucher                                                 | 3 mars 2002      | Championnats d'Europe en salle              | Vienne       |        |
| 1 000 m          | 2 min 20 s 73 | Markus Trinkler                                              | 26 février 1989  |                                             | Sindelfingen |        |
| 1 500 m          | 3 min 38 s 86 | Peter Philipp                                                | 4 février 2001   | Sparkassen-Cup                              | Stuttgart    |        |
| Mile             | 3 min 58 s 79 | Pierre Délèze                                                | 12 mars 1987     |                                             | Valence      |        |
| 2 000 m          | 5 min 06 s 28 | Peter Wirz                                                   | 1er février 1984 |                                             | Sindelfingen |        |
| 3 000 m          | 7 min 35 s 24 | Jonas Raess                                                  | 11 février 2023  | Millrose Games                              | New York     | [ 54 ] |
| 5 000 m          | 13 min 07 s 95 | Jonas Raess                                                  | 12 février 2022  | David Hemery Valentine Invitational         | Boston       | [ 55 ] |
| 50 m haies       | 6 s 52 | Ivan Bitzi                                                   | 5 février 2006   |                                             | Saint-Gall   |        |
| 60 mètres haies  | 7 s 41 | Jason Joseph                                                 | 5 mars 2023      | Championnats d'Europe d'athlétisme en salle | Istanbul     | [ 56 ] |
| Saut en hauteur  | 2,32 m | Roland Dalhäuser                                             | 6 mars 1982      | Championnats d'Europe en salle              | Milan        |        |
| Saut en hauteur  | 2,32 m | Roland Dalhäuser                                             | 7 mars 1987      | Championnats du monde en salle              | Indianapolis |        |
| Saut à la perche | 5,72 m | Valentin Imsand                                              | 8 février 2025   | Championnats suisses en salle               | Macolin      | [ 57 ] |
| Saut en longueur | 8,26 m | Simon Ehammer                                                | 29 janvier 2022  | X-Athletics                                 | Aubière      | [ 58 ] |
| Triple saut      | 16,70 m | Alexander Martínez                                           | 25 février 2006  | Championnats de Suisse en salle             | Macolin      | [ 53 ] |
| Lancer du poids  | 22,26 m | Werner Günthör                                               | 8 février 1987   | Championnats de Suisse en salle             | Macolin      | [ 53 ] |
| 4 × 200 m        | 1 min 30 s 34 | Andreas Ritz Dembah Fofanah Raphaël Casanova Silvan Lutz     | 14 février 2009  |                                             | Saint-Gall   |        |
| 4 × 400 m        | 3 min 9 s 04 | Alain Rohr Cédric El-Idrissi Martin Leiser Andreas Oggenfuss | 7 mars 2004      | Championnats du monde en salle              | Budapest     |        |
| Heptathlon       | 6 506 points | Simon Ehammer                                                | 8 mars 2025      | Championnats d'Europe en salle              | Apeldoorn    | [ 59 ] |
| Heptathlon       | 6 s 81 (60 m), 8,20 m (longueur), 15,15 m (poids), 1,98 m (hauteur), 7 s 68 (60 m haies), 5,10 m (perche), 2 min 41 s 76 (1 000 m) |                                                              |                  |                                             |              |        |

### Femmes
| Discipline       | Record                                                                                           | Athlète                                                                     | Date            | Compétition                           | Lieu         | Réf.   |
| ---------------- | ------------------------------------------------------------------------------------------------ | --------------------------------------------------------------------------- | --------------- | ------------------------------------- | ------------ | ------ |
| 50 m             | 6 s 26                                                                                           | Martina Feusi                                                               | 27 janvier 2002 |                                       | Saint-Gall   |        |
| 60 m             | 6 s 96                                                                                           | Mujinga Kambundji                                                           | 18 mars 2022    | Championnats du monde en salle        | Belgrade     |        |
| 200 m            | 22 s 88                                                                                          | Lea Sprunger                                                                | 18 février 2018 | Championnats de Suisse en salle       | Macolin      | [ 60 ] |
| 300 m            | 36 s 72                                                                                          | Lea Sprunger                                                                | 10 février 2019 | Meeting Elite de Metz                 | Metz         | [ 61 ] |
| 400 m            | 51 s 28                                                                                          | Lea Sprunger                                                                | 15 février 2018 | Copernicus Cup                        | Toruń        | [ 62 ] |
| 800 m            | 1 min 59 s 81                                                                                    | Audrey Werro                                                                | 23 mars 2025    | Championnats du monde en salle        | Nankin       | [ 63 ] |
| 1 000 m          | 2 min 37 s 10                                                                                    | Sandra Gasser                                                               | 13 mars 1990    |                                       | Madrid       |        |
| 1 500 m          | 4 min 07 s 98                                                                                    | Sandra Gasser                                                               | 14 février 1993 |                                       | Sindelfingen |        |
| Mile             | 4 min 40 s 35                                                                                    | Molly Renfer                                                                | 7 février 2014  | David Hemery Valentine Invitational   | Boston       |        |
| 3 000 m          | 8 min 59 s 68                                                                                    | Agnès McTighe                                                               | 31 janvier 2025 | John Thomas Terrier Classic           | Boston       | [ 64 ] |
| 5 000 m          | 16 min 02 s 58                                                                                   | Molly Renfer                                                                | 5 décembre 2015 |                                       | Boston       |        |
| 50 m haies       | 6 s 73                                                                                           | Julie Baumann                                                               | 7 février 1993  |                                       | Grenoble     |        |
| 60 m haies       | 7 s 80                                                                                           | Ditaji Kambundji                                                            | 16 février 2025 | Copernicus Cup                        | Toruń        | [ 65 ] |
| Saut en hauteur  | 1,94 m                                                                                           | Salome Lang                                                                 | 16 février 2020 | Championnats de Suisse en salle       | Saint-Gall   |        |
| Saut à la perche | 4,80 m                                                                                           | Nicole Büchler                                                              | 17 mars 2016    | Championnats du monde en salle        | Portland     | [ 66 ] |
| Saut en longueur | 6,90 m                                                                                           | Annik Kälin                                                                 | 8 mars 2025     | Championnats d'Europe en salle        | Apeldoorn    | [ 59 ] |
| Triple saut      | 13,45 m                                                                                          | Claudia Vetsch                                                              | 19 février 1995 |                                       | Macolin      |        |
| Lancer du poids  | 18,75 m                                                                                          | Ursula Stäheli                                                              | 25 janvier 1987 |                                       | Macolin      |        |
| 4 × 200 m        | 1 min 44 s 39                                                                                    | LC Schaffhausen Michelle Baumer Daphne Zubler Annina Fahr Lydia Boll        | 27 janvier 2018 | Stadtwerke Sindelfingen Hallenmeeting | Sindelfingen | [ 67 ] |
| 4 × 400 m        | 3 min 33 s 72                                                                                    | Équipe nationale Cornelia Halbheer Lea Sprunger Fanette Humair Yasmin Giger | 3 mars 2019     | Championnats d'Europe en salle        | Glasgow      | [ 68 ] |
| Pentathlon       | 4 507 points                                                                                     | Annik Kälin                                                                 | 7 février 2021  | Championnats de Suisse en salle       | Macolin      | [ 69 ] |
| Pentathlon       | 8 s 14 (60 m haies), 1,75 m (hauteur), 13,14 m (poids), 6,47 m (longueur), 2 min 24 s 80 (800 m) |                                                                             |                 |                                       |              |        |